# ميكوني شيموكاوا
ميكوني شيموكاوا (下川 みくに Shimokawa Mikuni، ولدت في 19 مارس 1980) هي كاتبة ومغنية بوب يابانية. اشتهرت بأغانيها المستخدمة في شارات الموسيقية لأنميات، خاصة البداية والنهاية من سلسلة Full Metal Panic!. بالإضافة إلى مواهبها الصوتية، شيموكاوا يمكنها أيضا أن تعزف على  البيانو. وهي عضو سابق في مجموعة فتاة Checkicco.

## الحياة الشخصية
ميكوني حاليا متزوجة من الممثل تسويوشي كوياما.  تزوجا في الأربعاء 14 فبراير  2012 الذي يقابلهُ عيد الحب عيد الحب.

## الألبومات

### ألبوم استوديو
| #                | العنوان                               | عدد المسارات | تاريخ الإصدار  |
| ---------------- | ------------------------------------- | ------------ | -------------- |
| 1                | 39                                    | 12           | 19 مارس 2000   |
| 2                | 392 ~mikuni shimokawa BEST SELECTION~ | 12           | 19 سبتمبر 2002 |
| 3                | KIMI NO UTA "أغنية"                   | 13           | 24 نوفمبر 2004 |
| 4                | Sayonara mo Ienakatta Natsu           | 11           | 4 يوليو 2007   |
| 5/3 أفضل الألبوم | Heavenly - 10th Anniversary Album     | 14           | 18 مارس 2009   |

### ألبوم التجميع
| #                    | العنوان                                                    | عدد المسارات         | تاريخ الإصدار  |
| -------------------- | ---------------------------------------------------------- | -------------------- | -------------- |
| 1 غلاف الألبوم       | Review                                                     | 11                   | 17 ديسمبر 2003 |
| أفضل الألبوم         | Mikuni Shimokawa Singles & Movies                          | 25 (18 + 7 فيديوهات) | 18 مايو 2005   |
| 2 غلاف الألبوم       | Remember                                                   | 14                   | 15 مارس 2006   |
| 2 أفضل الألبوم       | Reprise Shimokawa Mikuni Best                              | 2 x 11               | 19 ديسمبر 2007 |
| 1 النفس غلاف الألبوم | 9 -Que!! (Shimokawa Mikuni self cover album)               | 13                   | 19 مارس 2008   |
| 4 أفضل الألبوم       | Tsubasa: Very Best of Mikuni Shimokawa                     | 18                   | 5 أغسطس 2009   |
| 3 غلاف الألبوم       | Replay! Shimokawa Mikuni Seishun Anison Cover III          | 12                   | 21 يوليو 2010  |
| 5 أفضل الألبوم       | Platinum Best Shimokawa Mikuni: Seishun Anison Cover Album | 9+12                 | 19 يوليو 2017  |

### الفردي
| #  | المعلومات |
| -- | --- |
| 1  | Believer: Tabidachi No Uta - صدر في: 28 أبريل 1999 1. مؤمن: تابيداتشي لا يوتا ( 旅立ちの歌 ) 2. الأدرينالين (アドレナリン) |
| 2  | If: Moshi Mo Negai Ga Kanau Nara - صدر في: 28 يوليو 1999 1. إذا: موشي مو نيغاي غا كانو نارا ( もしも願いが叶うなら ) 2. شياواز نو باسبورت (幸せのパスポート) (حرفيا: جواز سفر السعادة) |
| 3  | 2000Express - صدر في: 20 أكتوبر 1999 1. 2000Express 2. للتابون بخير (たぶんオーライ) |
| 4  | Surrender - صدر في: 17 فبراير 2000 1. الاستسلام 2. توكيميكي الاندفاع دي إكيماشو (トキメキ・ラッシュで行きましょう) |
| 5  | Naked - صدر في: 7 يونيو 2000 1. عارية 2. طويلة مع السلامة |
| 6  | Alone - صدر في: 6 ديسمبر 2000 1. وحده - سلسلة أنمي التلفزيون Gensomaden Saiyuki 2 أغنية النهاية 2. كيمي لا المعهد الوطني لشؤون السكان الأصليين ماتشي (君のいない街) |
| 7  | omorrow/Karenai Hana - صدر في: 20 فبراير 2002 1. غدا - سلسلة أنمي التلفزيون Full Metal Panic! أغنية النهاية 2. Karenai هناء (枯れない花) (حرفيا: لا زهرة تموت) - سلسلة أنمي التلفزيون Full Metal Panic! أغنية النهاية 3. Kimi No Yume (キミノユメ) (حرفيا: حلمك) |
| 8  | True/Tatta Hitotsu No - صدر في: 21 آب / أغسطس 2002 1. صحيح - سلسلة أنمي التلفزيون التنين قيادة أغنية البداية 2. Tatta Hitotsu No (たった、ひとつの) (حرفيا: واحد فقط) - سلسلة أنمي التلفزيون Dragon Drive أغنية النهاية 3. كيمي إلى Futari (キミと二人) (حرفيا: اثنين منا) |
| 9  | All the Way - صدر في: 18 يونيو 2003 1. كل الطريق - سلسلة أنمي التلفزيون كينو رحلة أغنية البداية 2. مرة أخرى 3. الفشار (نسخة واحدة) - أسلسلة أنمي التلفزيون هنتر × هنتر أغنية النهاية |
| 10 | Minami Kaze/Mou Ichido Kimi ni Aitai - صدر في: 3 سبتمبر 2003 1. سوري غا منظمة العفو الدولية Deshō (それが、愛でしょう، أعتقد أن هذا هو الحب) - سلسلة أنمي التلفزيون معدنية كاملة الذعر ؟ Fumoffu أغنية البداية 2. كيمي ني فوكو كاظم (君に吹く風, الرياح تهب لك) - سلسلة أنمي التلفزيون معدنية كاملة الذعر ؟ فوموفّو أغنية النهاية 3. هي كارا (あれから)                                      |
| 11 | Kanashimi Ni Makenaide/Kohaku - صدر في: 27 أكتوبر 2004 1. Kanashimi ني Makenaide (悲しみに負けないで) - سلسلة أنمي التلفزيون رماة - سينشي من الابتسامات أغنية النهاية 2. Kohaku - سلسلة أنمي التلفزيون رماة - سينشي من الابتسامات أغنية البداية 3. الحب الحقيقي (Toorigakari Hikigatari الإصدار، 通りがかり弾き語りバージョン)                                                              |
| 12 | Minami Kaze/Mou Ichido Kimi ni Aitai - صدر في: أغسطس 2005 1. Minamikaze (南風, جنوب الرياح) - سلسلة أنمي التلفزيون Full Metal Panic!: الغارة الثانية أغنية البداية 2. مو Ichido كيمي ني Aitai (もう一度君に会いたい, أريد أن أراك مرة أخرى) - سلسلة أنمي التلفزيون Full Metal Panic!: الغارة الثانية أغنية النهاية 3. Ano Hi Ni Kaeritai (あの日に帰りたい، أريد العودة إلى الأيام الخوالي) |
| 13 | Bird - صدر في: 14 مارس 2007 1. الطيور - كينو رحلة 2 أغنية فيلم 2. Tegami (手紙) 3. كيمي لا Negai (キミの願い) 4. الطيور: فعال |
| 14 | Ijanai!؟ - صدر في: 3 ديسمبر 2008 1. Ijanai!? (イ الفقرات じゃナイ!?) - التنين الأزرق 1 أغنية النهاية 2. سلسلة 3. عيد ميلاد سعيد 4. Ijanai!? (Instrumental) |
| 15 | Tsubomi - صدر في: 18 فبراير 2009 1. Tsubomi (蕾~tsubomi~) - التنين الأزرق 2 أغنية النهاية 2. يومي ميرو Kimi e (ユメミルキミヘ) 3. غدا: شنغهاي تسجيل الحية (غدا-上海ライブ録音-) 4. مو Ichido كيمي ني Aitai: شنغهاي تسجيل الحية (もう一度君に会いたい-上海ライブ録音-) |
| 16 | Kimi Ga Iru Kara - صدر في: 21 يوليو 2010 1. Kimi Ga Iru Kara (君がいるから) - فايري تايل 4 أغنية النهاية 2. Aitakute (会いたくて) 3. Kimi Ga Iru Kara -مفيدة- (君がいるから-مفيدة-) |

## وصلات خارجية
- ميكوني شيموكاوا على موقع ميوزك برينز (الإنجليزية)
- ميكوني شيموكاوا على موقع أول ميوزيك (الإنجليزية)
- ميكوني شيموكاوا على موقع ديسكوغز (الإنجليزية)
- ميكوني شيموكاوا على موقع ANN person (الإنجليزية)